# Alliance for Open Media
Die Alliance for Open Media (AOMedia) ist ein gemeinnütziges Industriekonsortium zur Entwicklung offener, lizenzkostenfreier Technik für die Multimedia-Bereitstellung mit Sitz in Wakefield, Massachusetts, USA. Sie übernimmt die Prinzipien der Entwicklung offener Webstandards für die Entwicklung von Videostandards, die als gebührenfreie Alternativen zu den bisher dominierenden Standards der Moving Picture Experts Group (MPEG) und dem damit verbundenen Geschäftsmodell dienen können, das auf der Nutzung geistigem Eigentum mittels Patentlizenzen basiert und mit finanziellen Unsicherheiten in Verbindung gebracht wurde, insbesondere für Internetunternehmen und Innovatoren.
Ihr erstes Projekt ist die Entwicklung eines neuen offenen Videoformats und -Codecs als Nachfolger von VP9 und lizenzkostenfreie Alternative zu HEVC, das Elemente von Daala, Thor und VP10 verwendet, sowie das davon abgeleitete Bildformat.

## Geschichte
Manche Zusammenarbeit und einige Arbeiten, die später in AV1 zusammengeführt wurden, datieren aus der Zeit vor dem offiziellen Start der Allianz. Nach der erfolgreichen Entwicklung eines Audiostandards in der Internet Engineering Task Force (IETF) im Jahr 2012 hat sich unter der Leitung von Personen der Xiph.Org-Stiftung, die bereits seit 2010 an ihrem experimentellen Videoformat Daala arbeiten, eine Arbeitsgruppe zur Standardisierung eines lizenzkostenfreien Videoformats gebildet. Im Mai 2015 wurde die Internet Video Codec-Arbeitsgruppe (NetVC) der IETF offiziell gestartet und ihr Kodierungstechniken von Xiphs/Mozillas Daala angeboten. Cisco Systems hat sich angeschlossen und der Arbeitsgruppe am 22. Juli den eigenen Formatprototypen Thor angeboten.
Das Fehlen eines geeigneten Videoformats, welches das W3C dazu veranlasste, kein Videoformat in die Spezifikation für HTML5 aufzunehmen, und die gescheiterten Verhandlungen über ein obligatorisches Videoformat für WebRTC zeigten die Wichtigkeit eines wettbewerbsfähigen offenen Videostandards. Das Auftauchen eines zweiten Patentpools für HEVC (HEVC Advance) im Frühjahr 2015 lieferte wichtige Motivationsgrundlage für Investitionen in ein alternatives Videoformat und die wachsende Unterstützung der Allianz, da es Unsicherheit bezüglich der Lizenzgebühren für das neue Videoformat der MPEG verbreitete.
Am 1. September 2015 wurde die Alliance for Open Media vorgestellt, die ein lizenzkostenfreies Videoformat als Alternative zu kostenpflichtigen Formaten wie H.264 und HEVC entwickelt. Die Gründungsmitglieder sind Amazon, Cisco, Google, Intel, Microsoft, Mozilla und Netflix. Der Plan war, das Videoformat bis 2017 zu veröffentlichen.
Am 5. April 2016 gab die Alliance den Beitritt von AMD, ARM und Nvidia bekannt. Adobe, Ateme, Ittiam und Vidyo kamen in den folgenden Monaten hinzu. Später trat Facebook als Vorstandsmitglied bei und am 4. Januar 2018 wurde stillschweigend Apple als Vorstandsmitglied auf der Website der Alliance for Open Media eingetragen. Im Oktober 2018 gehörten der Alliance for Open Media bereits 38 Unternehmen an.
2018 erkannte der Gründer und Vorsitzende der MPEG die Allianz als die größte Bedrohung für ihr Geschäftsmodell an und erklärte außerdem:

“Alliance for Open Media has occupied the void created by MPEG’s outdated video compression standard (AVC), absence of competitive [royalty free] standards (IVC) and unusable modern standard (HEVC).
…
everybody realises that the old MPEG business model is now broke”

„Alliance for Open Media hat die Lücke besetzt, die durch den veralteten Videokompressionsstandard (AVC), das Fehlen wettbewerbsfähiger (lizenzkostenfreier) Standards (IVC) und den unbenutzbaren modernen Standard (HEVC) der MPEG entstanden ist.
...
versteht jeder, dass das alte MPEG-Geschäftsmodell jetzt bankrott ist.“

Am 3. April 2019 wurde der Beitritt von Samsung (ebenfalls Inhaber zahlreicher Patente) als Vorstandsmitglied bekannt gegeben.
Am 1. Oktober 2019 wurde der Beitritt von Tencent, einem chinesischen Internetunternehmen, bekannt gegeben (ebenfalls als Vorstandsmitglied).
Am 22. April 2020 wurde der Beitritt von Synamedia bekannt gegeben.
Am 18. März 2021 wurde der Beitritt von OPPO bekannt gegeben.

## AOMedia-Video
Das erste Projekt der Allianz ist die Entwicklung eines offenen Videokompressionsformats und -Codecs der nächsten Generation, der für das Streaming von Medien über das Internet optimiert ist, sowohl für kommerzielle als auch nicht-kommerzielle Inhalte, einschließlich nutzergenerierter Inhalte. Eine Reihe neuer Videoformate namens AOMedia Video (AV) wird entwickelt. Allianzmitglieder aus der Halbleiterindustrie (AMD, ARM, Intel, Nvidia) sollen einen hardwarefreundlichen Entwurf gewährleisten.
AOMedia stellte die erste Version ihres Formats (AV1) im März 2018 als Spezifikation fertig. Die Referenzsoftware erschien in einer ersten Version im Juni 2018. Es wird von einer schnellen Akzeptanz ausgegangen und das Format ist der Hauptanwärter für die Standardisierung durch die Arbeitsgruppe NetVC der Internet Engineering Task Force (IETF).
Hauptmerkmale von AV1 sind die kostenfreien Lizenzbedingungen und der Leistungsfähigkeit auf Stand der Technik. AV1 wurde speziell für Echtzeitanwendungen und für höhere Auflösungen als typische Anwendungsszenarien der aktuellen Generation (H.264) von Videoformaten entwickelt.

## Audio
Neben dem Video-Codec wird mit IAMF eine Audio-Container-Spezifikation angeboten und eine Referenz-Implementierung entwickelt. Beteiligt sind hier insbesondere Google und Samsung, die 2025 Geräte mit der neuen Technik unter der Bezeichnung Eclipsa Audio auf den Markt bringen wollen.

## Arbeitsweise und Struktur
Die Allianz ist in den USA als steuerbefreite Non-Profit-Organisation eingetragen und eine Tochtergesellschaft der ebenfalls in Wakefield angesiedelten, unabhängigen Joint Development Foundation (JDF).
Die Allianz wird neue Video-Codecs als freie Software unter der 2-Klausel-BSD-Lizenz veröffentlichen. Sie übernahm die Patentregeln des W3C, die die Technologie-Mitwirkenden verpflichten, alle relevanten Patente offenzulegen und einer gebührenfreien Patentlizenz zuzustimmen. Die Patentlizenz der Allianz enthält eine defensive Kündigungsklausel, um von Patentstreitigkeiten abzuhalten.
Die Softwareentwicklung erfolgt öffentlich unter Verwendung eines öffentlichen Quellcode-Repository und Fallbearbeitungssystems und Beiträge der Öffentlichkeit werden begrüßt. Die Beiträge müssen interne Überprüfungen bestehen und einen Konsens für ihre Aufnahme finden. Verschiedene Untergruppen innerhalb der Allianz befassen sich mit dem Testen, der Überprüfung von IPR/Patentproblemen und der Hardware-Freundlichkeit sowie der Bearbeitung von Spezifikationsdokumenten.
Es gibt zwei Mitgliedschaftsstufen: Organisationen können als einfaches Mitglied oder als Vorstandsmitglied beitreten. Diese werden in der AOM-Terminologie verwirrenderweise als „Gründungsmitglieder“ bezeichnet, obwohl sie nicht bereits seit der Gründung der Allianz Mitglied sein müssen.
Unter den Mitgliedern findet sich ein breiter Querschnitt der Videoindustrie, der mehrere Hardware-, Software- und Content-Produzenten, OTT-Videovertriebe, Anbieter von Echtzeit-Konferenzlösungen und Browser-Hersteller umfasst. Mehrere AOM-Mitglieder haben bereits an MPEGs HEVC gearbeitet und halten relevante Patente (z. B. BBC, Intel, Cisco, Vidyo, Apple, Microsoft und Broadcom).

### Mitglieder des Lenkungsausschusses
- Amazon
- Apple
- Cisco
- Google
- IBM
- Intel
- Microsoft
- Mozilla
- Netflix
- Nvidia
- Samsung
- Tencent

### Förder-Mitglieder
- Adobe
- Agora.io
- Allegro DVT
- AMD
- Amlogic
- ARM
- Ateme
- Bilibili
- Bitmovin[39][40]
- BLUEDOT
- Bloomberg
- Broadcom
- Cable Labs
- Chips&Media[41]
- Friedrich-Alexander-Universität Erlangen-Nürnberg
- HDR Nova
- Hulu
- Ittiam
- Kingsoft Cloud Internet Technology
- LG Electronics
- Netint Technologies
- Northeastern University’s Institute of Wireless Internet of Things
- Oppo Electronics
- Realtek
- Roku
- Snap Inc.
- Synamedia
- THX
- Trinity College Dublin
- Université de Poitiers XLIM Institute
- VeriSilicon
- ViCue Soft
- VideoLAN[42]
- Vimeo
- Visionular
- VLITT
- Zoom Communications

(Stand Dezember 2024)